# Estrée-Wamin
Estrée-Wamin is een gemeente in het Franse departement Pas-de-Calais (regio Hauts-de-France) en telt 159 inwoners (2005). De plaats maakt deel uit van het arrondissement Arras.

## Geografie
De oppervlakte van Estrée-Wamin bedraagt 5,3 km², de bevolkingsdichtheid is 30,0 inwoners per km².
De onderstaande kaart toont de ligging van Estrée-Wamin met de belangrijkste infrastructuur en aangrenzende gemeenten.

## Demografie
Onderstaande figuur toont het verloop van het inwonertal (bron: INSEE-tellingen).